# Džebel-us-Suda
Džebel-us-Suda (arapski:السودة) - planinski vrh, koji se nalazi u Saudijskoj Arabiji, visine od oko 3000 metara.
Većina tijela tvrde, da je ovaj vrh s upitnom nadmorskom visinom od 3133 m najviša točka u Saudijskoj Arabiji, ali, prema satelitskim podacima SRTM (eng. Shuttle Radar Topography Mission), Džebel-us-Suda ima nadmorsku visinu 2985 m, a vjerojatno postoje i viši vrhovi u Saudijskoj Arabiji.